# Nat Pierce
Nathaniel Pierce Blish Jr., conocido profesionalmente como Nat Pierce (Somerville, 16 de julio de 1925-Los Ángeles, 10 de junio de 1992) fue un pianista de jazz estadounidense, prolífico compositor y arreglista, quizás más conocido por ser pianista y arreglista de la banda de Woody Herman de 1951 a 1955. Las piezas de Pierce fueron creadas predominantemente para su uso en big bands.

## Biografía
Pierce nació en Somerville, Massachusetts. Estados Unidos. Tras estudiar en el Conservatorio de Nueva Inglaterra y trabajar como músico aficionado en la zona de Boston, Pierce dirigió su propia banda —en la que participaba Charlie Mariano— de 1949 a 1951. Después de trabajar con Woody Herman de 1951 a 1966 como arreglista jefe y ayudante del director de la gira, Pierce se instaló en Nueva York y trabajó por cuenta propia con músicos como Pee Wee Russell, Lester Young, Emmett Berry y Ruby Braff.
De 1957 a 1959, Pierce dirigió una banda que incluía a Buck Clayton, Gus Johnson y Paul Quinichette. También grabó con otros músicos conocidos, como Quincy Jones, Coleman Hawkins y Pee Wee Russell. Pierce destacó por su habilidad para tocar el piano al estilo de Count Basie y apareció en muchos lanzamientos de sus compañeros. Pierce también hizo los arreglos musicales de The Sound of Jazz, un especial de televisión de la CBS presentado por John Crosby en 1954. Junto con Frank Capp fundó la Capp/Pierce Juggernaut Band en 1975, que actuó hasta la década de 1990.
Pierce falleció en 1992 por complicaciones de una infección abdominal en Los Ángeles, California.

## Discografía

### Como líder
Como Nat Pierce and His Orchestra
- Kansas City Memories (Coral, 1957)[4][5]
- The Nat Pierce Orchestra – Big Band At The Savoy  (RCA, 1958)[6]

Con Frank Capp
- Frank Capp & Nat Pierce: Juggernaut (Concord Jazz, 1976)
- The Capp-Pierce Juggernaut: Live at the Century Plaza con Joe Williams (Concord Jazz, 1978)
- The Frank Capp-Nat Pierce Orchestra: Juggernaut Strikes Again! con Ernie Andrews (Concord Jazz, 1982)
- The Capp-Pierce Juggernaut: Live at the Alley Cat con Ernestine Anderson (Concord Jazz, 1987)

### Como acompañante
Con Louis Bellson
- Drummer's Holiday (Verve, 1958)
- The Louis Bellson Explosion (Pablo, 1975)

Con Ruby Braff
- The Ruby Braff Octet con Pee Wee Russell & Bobby Henderson at Newport (Verve, 1957)

Con Benny Carter
- 'Live and Well in Japan! (Pablo Live, 1978)

Con Al Cohn
- The Natural Seven (RCA Victor, 1955)

Con Freddie Green
- Mr. Rhythm (RCA Victor, 1955)

Con Coleman Hawkins
- The Saxophone Section (World Wide, 1958)
- Jazz Reunion (Candid, 1961) con Pee Wee Russell

Con Johnny Hodges
- Triple Play (RCA Victor, 1967)

Con Joe Newman
- All I Wanna Do Is Swing (RCA Victor, 1955)
- Salute to Satch (RCA Victor, 1956)
- Counting Five in Sweden (Metronome, 1958)

Con Specs Powell
- Movin' In (Roulette, 1957)

Con Paul Quinichette
- For Basie (Prestige, 1957)
- Basie Reunion (Prestige, 1958)
- Like Basie! (United Artists, 1959)

Con Buddy Tate
- Unbroken (MPS, 1970)

Con Eddie "Cleanhead" Vinson
- Clean Head's Back in Town (Bethlehem, 1957)

### Como arreglista
Con Count Basie
- The Count! (Clef, 1952 [1955])
- Dance Session Album #2 (Clef, 1954)

Con Bob Brookmeyer
- Kansas City Revisited (United Artists, 1958)

Con Woody Herman
- Woody Herman–1963 (Philips, 1963)

Con Quincy Jones
- The Birth of a Band! (Mercury, 1959)